# Kopałówka
Kopałówka – część wsi Las Winiarski w Polsce, położona w województwie świętokrzyskim, w powiecie buskim, w gminie Busko-Zdrój.
W latach 1975–1998 Kopałówka administracyjnie należała do województwa kieleckiego.